# Enyalioides praestabilis
Enyalioides praestabilis — вид ігуаноподібних ящірок родини шипохвостих ігуан (Hoplocercidae). Мешкає в Південній Америці.

## Поширення і екологія
Enyalioides praestabilis мешкають в Амазонії і східних передгір'ях Анд, на території Колумбії, Еквадору і Перу. Вони живуть у вологих тропічних лісах, поблизу струмків і річок, на висоті від 200 до 2000 м над рівнем моря.